# Alex Skolnick
Alexander "Alex" Nathan Skolnick (ur. 29 września 1968 w Berkeley) – amerykański gitarzysta. Skolnick znany jest z wieloletnich występów w grupie muzycznej Testament, ponadto współpracował z takimi wykonawcami jak Lamb of God, Savatage, Trans-Siberian Orchestra, Attention Deficit, The Dream Engine, Skol-Patrol czy Ozzy Osbourne.
W 2004 roku muzyk wraz z Erikiem Petersonem został sklasyfikowany na 61. miejscu listy 100. najlepszych gitarzystów heavymetalowych wszech czasów według magazynu Guitar World.
W 2013 roku gitarzysta podpisał kontrakt z ESP Guitars, na mocy którego wydał swój sygnaturowany instrument w wersjach ESP i LTD.

## Publikacje
- Geek to Guitar Hero, 2013, Louder Education Press, ISBN 978-0-9885419-0-0

## Wideografia
- Alex Skolnick – Jazz Guitar: Breaking The Traditional Barriers (2010)[4]

## Filmografia
- Over the Madness (jako on sam, 2007, film dokumentalny, reżyseria: Diran Noubar)[5]
- For Those About to Rock: The Story of Rodrigo y Gabriela (jako on sam, 2014, film dokumentalny, reżyseria: Alejandro Franco)[6]

## Instrumentarium
| Gitary - Heritage H-575 jazz guitar - Reissue ’60 Gibson Les Paul goldtop - Heritage H-150 solidbody - Blonde ’76 Gibson L-5 - ESP Alex Skolnick Wzmaniacze i kolumny głośnikowe - Marshall Mode 4 amplifier head - Budda amps - Tech 21 Trademark 60 amplfier - Fender Vibrolux |  | Efekty gitarowe - Ernie Ball Volume Pedal - Boss DD-20 Giga Delay - ADA Flanger reissue - Prescription Electronics Experience fuzz/octave pedal - Ibanez Tube screamer TS9 pedals (Keeley modded) - Moollon Signal Boost pedal - Boss TU-2 - MXR EVH Phase 90 Struny gitarowe - D’Addario EHR360 Half round Jazz Medium with a.013-gauge high E |